# Franco Piga
Franco Piga (ur. 18 marca 1927 w Rzymie, zm. 26 grudnia 1990 w Cortinie d’Ampezzo) – włoski prawnik, urzędnik państwowy i polityk, deputowany, w 1987 i 1990 minister.

## Życiorys
Ukończył studia prawnicze na Uniwersytecie Rzymskim „La Sapienza”. Pracował w sądownictwie, następnie był wyższym urzędnikiem we włoskiej Radzie Stanu. Zajmował różne funkcje w administracji rządowej. W latach 1969–1974 pełnił funkcję szefa gabinetu politycznego przy premierze. Później do 1980 był prezesem instytucji finansowej Crediop. Między 1984 a 1990 stał na czele Consob, włoskiego regulatora rynków finansowych. Zajmował się także działalnością akademicką jako wykładowca Uniwersytetu LUISS w Rzymie.
Był działaczem Chrześcijańskiej Demokracji. W 1987 został wybrany na posła do Izby Deputowanych, jednak w tym samym roku zrezygnował z mandatu. Od kwietnia do lipca 1987 był ministrem przemysłu, handlu i rzemiosła w rządzie, którym kierował Amintore Fanfani. W lipcu 1990 Giulio Andreotti powierzył mu stanowisko ministra zasobów państwowych. Franco Piga zmarł w trakcie pełnienia tej funkcji w grudniu tegoż roku.